# Sebastian Giustiniani
 (juillet 2022).
Sebastian Giustinian (1460-1543) est un diplomate vénitien du XVIe siècle.
Entre 1515 et 1519, sous le règne d'Henri VIII d'Angleterre, Giustinian fut l'ambassadeur de Venise en Angleterre,.